# Gretchen Andrew
Pour les articles homonymes, voir Andrew.

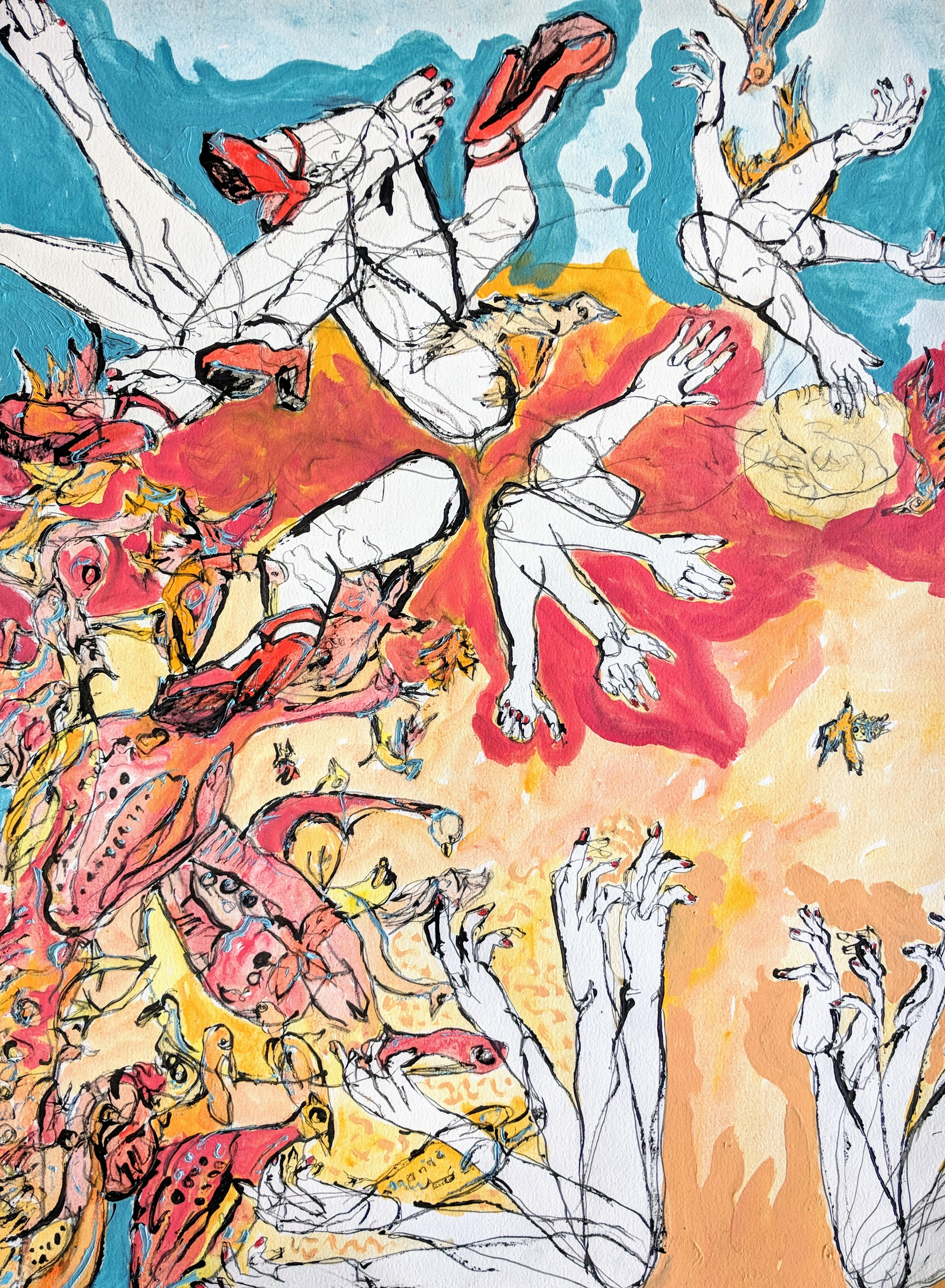
L'Appel du Vide, peinture de 2018.

Gretchen Andrew (née en 1988 à New Hampshire) est une artiste américaine. Son œuvre est surtout entendue comme une exploration de la réalité virtuelle, une exploration dans laquelle elle est d'ailleurs vue comme une pionnière.

## Biographie
Son travail est apparu dans des musées et des galeries en Europe et aux États-Unis, dont la De Re Gallery, l'Arebyte gallery et le Metropolitan Museum of Art,.
Après avoir suivi des études de Système d'information au Boston College, Andrew est employée chez Google entre 2010 et 2012. Elle abandonne cette entreprise pour se dédier à la peinture.
Elle affirme avoir développé sa technique artistique en regardant des films sur YouTube. L'idée que l'on puisse apprendre sur tous les sujets sur Internet est le thème de sa série How to How to How to. Plus récemment, son travail artistique investigue et manipule le fonctionnement de moteurs de recherche, dont Google.